# みうらじゅんの「サブカルジェッター」〜2番目がいいんじゃない
『みうらじゅんの「サブカルジェッター」〜2番目がいいんじゃない』（みうらじゅんのサブカルジェッター にばんめがいいんじゃない）は、2007年10月6日から2008年3月29日までTBSラジオで毎週土曜19:00-20:25に放送されていたラジオ番組。
パーソナリティはみうらじゅん。

## 概要
2007年度のプロ野球シーズンオフ限定の番組として放送。パーソナリティのみうらと親交のある友人を週替わりでゲストに招き、ゲストにちなんだ「サブカル年表」を基にして合い間に曲を挟みつつ、ほぼ番組全編でフリートークが繰り広げられる内容となっている。番組タイトル通りにゲストはサブカルチャーに造詣の深い人物が多い。また番組公式サイトではポッドキャスティング配信を行なっている。

## ゲスト
| 回数   | 放送日         | ゲスト                                         |
| ------ | -------------- | ---------------------------------------------- |
| 第1回  | 2007年10月6日  | いとうせいこう                                 |
| 第2回  | 2007年11月3日  | 吉田豪                                         |
| 第3回  | 2007年11月10日 | 大槻ケンヂ（筋肉少女帯）、峯田和伸（銀杏BOYZ） |
| 第4回  | 2007年11月17日 | 山田五郎                                       |
| 第5回  | 2007年11月24日 | 田口トモロヲ                                   |
| 第6回  | 2007年12月8日  | 泉麻人                                         |
| 第7回  | 2007年12月15日 | 安斎肇                                         |
| 第8回  | 2007年12月22日 | リリー・フランキー                             |
| 第9回  | 2007年12月29日 | 久住昌之                                       |
| 第10回 | 2008年1月5日   | 山口隆（サンボマスター）                       |
| 第11回 | 2008年1月12日  | 安斎肇                                         |
| 第12回 | 2008年1月19日  | スチャダラパー                                 |
| 第13回 | 2008年1月26日  | えのきどいちろう                               |
| 第14回 | 2008年2月2日   | 喜国雅彦                                       |
| 第15回 | 2008年2月9日   | 清水ミチコ                                     |
| 第16回 | 2008年2月16日  | カーツ佐藤、杉作J太郎                          |
| 第17回 | 2008年2月23日  | 山田五郎、泉麻人                               |
| 第18回 | 2008年3月1日   | Ryo（ケツメイシ）                              |
| 第19回 | 2008年3月8日   | 杉作J太郎                                      |
| 第20回 | 2008年3月15日  | 町山智浩                                       |
| 第21回 | 2008年3月22日  | 井上陽水                                       |
| 第22回 | 2008年3月29日  | 松久淳（聞き手として出演）                     |

## ポッドキャスト
TBS RADIO podcasting954で番組のダイジェスト版を配信していた。